# Буже-Шамбалю
Буже-Шамбалю (фр. Bougé-Chambalud) — коммуна во Франции, находится в регионе Рона — Альпы. Департамент коммуны — Изер. Входит в состав кантона Руссильон. Округ коммуны — Вьенн.
Код INSEE коммуны — 38051. Население коммуны на 2005 год составляло 1131 человек. Населённый пункт находится на высоте от 172 до 232 метров над уровнем моря. Муниципалитет расположен на расстоянии около 440 км юго-восточнее Парижа, 50 км южнее Лиона, 70 км западнее Гренобля. Мэр коммуны — M. Gerard Forcheron, мандат действует на протяжении 2008—? гг.
Динамика населения (INSEE):